# Zapotèque d'Ocotlán
Le zapotèque d'Ocotlán (ou zapotèque d'Ocotlán Oeste, zapoteco del Poniente de Ocotlán) est une variété de la langue zapotèque parlée dans l'État de Oaxaca, au Mexique.

## Localisation géographique
Le zapotèque d'Ocotlán est parlé dans les alentours de Santiago Apóstol (en) et d'Ocotlán au centre de l'État de Oaxaca, au Mexique,.

## Intelligibilité avec d'autres variétés du zapotèque
Les locuteurs du zapotèque d'Ocotlán ont une intelligibilité de 67 % du zapotèque de Tilquiapan.